# Fortezza di Ixiamas
La fortezza di Ixiamas è un sito archeologico di precolombiano ubicato nella selva alta della Bolivia.

## Ubicazione
Il sito archeologico è ubicato ad un'altitudine di 903 metri s.l.m. nel comune di Ixiamas, nella valle del rio Tequeje, un affluente del Beni, ad un'altezza di circa 900 metri sul livello medio del mare.

## Descrizione
La fortezza è formata da una muraglia lunga più di 300 metri, costruita per ragioni difensive. La muraglia è formata da macigni pesantissimi, ed ha una pianta quadrangolare.
È stata scoperta nel 1978 da Juan D. Faldín Arancibia, dell'Instituto Nacional de Arqueología Boliviano, che l'attribuì alla cultura Mollo.
L'archeologo boliviano Freddy Arce Helguero ritiene che la fortezza sia stata costruita da popolazioni pre-incaiche. È possibile che gli Incas abbiano utilizzato la fortezza nei tempi dell'impero, come un luogo d'intercambio commerciale con popoli che vivevano nella pianura amazzonica, probabilmente i leggendari Moxos.